# Cessey-sur-Tille
 Cessey-sur-Tille  es una población y comuna francesa, en la región de Borgoña, departamento de Côte-d'Or, en el distrito de Dijon y cantón de Genlis.

## Demografía
| 291 | 314 | 347 | 379 | 402 | 451 |
| Para los censos de 1962 a 1999 la población legal corresponde a la población sin duplicidades (Fuente: INSEE [Consultar]) |     |     |     |     |     |